# Either/Or
Albums de Elliott Smith
Elliott Smith (album)
(1995) XO
(1998)
Either/Or est le troisième album d'Elliott Smith, sorti début 1997 sur le label Kill Rock Stars. Le titre Either/Or est une référence à l'ouvrage éponyme Ou bien... ou bien du philosophe Søren Kierkegaard.
Cet album reste dans la lignée des deux précédents en proposant un son acoustique et peu arrangé, basé sur le jeu de guitare d'Elliott (par exemple sur Angeles) et son chant.
On retrouve les titres Angeles, Between the Bars et Say Yes sur la bande originale de Good Will Hunting.

## Liste des titres
1. Speed Trials - 3:01
2. Alameda - 3:43
3. Ballad of Big Nothing - 2:48
4. Between the Bars - 2:21
5. Pictures of Me - 3:46
6. No Name No. 5 - 3:43
7. Rose Parade - 3:28
8. Punch and Judy - 2:25
9. Angeles - 2:56
10. Cupid's Trick - 3:04
11. 2:45 AM - 3:18
12. Say Yes - 2:19

### Média
- BlamoNet Elliott Smith Image Gallery